# World of Warcraft
« WoW » redirige ici.  Pour les autres significations, voir Wow.
 (avril 2022).
Si vous disposez d'ouvrages ou d'articles de référence ou si vous connaissez des sites web de qualité traitant du thème abordé ici, merci de compléter l'article en donnant les références utiles à sa vérifiabilité et en les liant à la section « Notes et références ».

World of Warcraft /wɜrld.əv.wɔr.kræft/ (abrégé WoW) est un jeu vidéo de type MMORPG (jeu de rôle en ligne massivement multijoueur) développé par la société Blizzard Entertainment. C'est le 4e jeu de l'univers médiéval-fantastique Warcraft, introduit par Warcraft: Orcs and Humans en 1994. World of Warcraft prend place en Azeroth, près de quatre ans après les événements de la fin du jeu précédent, Warcraft III: The Frozen Throne (2003). Blizzard Entertainment annonce World of Warcraft le 2 septembre 2001. Le jeu est sorti en Amérique du Nord le 23 novembre 2004, pour les 10 ans de la franchise Warcraft.
La première extension du jeu, The Burning Crusade, est sortie le 16 janvier 2007. Depuis, neuf extensions de plus ont été développées : Wrath of the Lich King, Cataclysm, Mists of Pandaria, Warlords of Draenor, Legion, Battle for Azeroth, Shadowlands, Dragonflight et The War Within. Deux extensions, Midnight et The Last Titan, sont en développement.
Depuis sa sortie, World of Warcraft est le plus populaire des MMORPG. Le jeu tient le Guinness World Record pour la plus grande popularité pour un MMORPG,,,. En avril 2008, World of Warcraft a été estimé comme rassemblant 62 % des joueurs de MMORPG . Le 7 octobre 2010, Blizzard annonce que plus de 12 millions de joueurs ont un compte World of Warcraft actif. C'est à partir de fin 2012 que World of Warcraft a commencé à perdre continuellement un nombre croissant de joueurs. Au dernier trimestre 2012, Blizzard annonce le nombre de 9,6 millions d’abonnés à travers le monde, puis 7,7 millions pour le 2e trimestre 2013.
World of Warcraft a fêté son 15e anniversaire en novembre 2019. Le mois suivant, à la suite de la sortie de l'extension Shadowlands, Blizzard annonce que World of Warcraft repasse le cap des 10 millions d'abonnés.

## Système de jeu

### Généralités

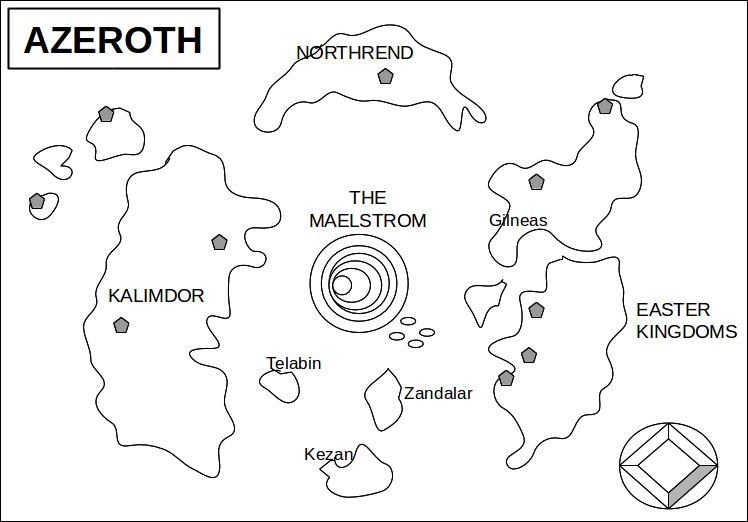
Le monde d'Azeroth

Le jeu reprend place dans le monde imaginaire d’Azeroth, et dont le cadre historique se situe quatre ans après les évènements concluant Warcraft III. Le joueur choisit son personnage parmi huit, dix ou douze races disponibles divisées en deux factions : l’Alliance et la Horde.

### Quêtes
Le principe général consiste à effectuer des quêtes qui sont des variations scénarisées de « tuer X monstres », « ramener Y objets », « aller rencontrer ou parler à Z » (il existe quelques exceptions). Tuer des monstres et faire des quêtes rapporte de l’expérience (au niveau maximum, les quêtes ne rapportent plus que de l’argent et réputation). Au bout d’un certain nombre de points d'expérience gagnés, le joueur gagne un niveau et ses caractéristiques augmentent, de même que sa puissance et ses points de vie. Outre l'expérience, les quêtes récompensent également le joueur en équipement, réputation et en argent.
Des quêtes journalières (souvent liées à des évènements comme la foire de Sombrelune ou encore les différentes fêtes organisées en jeu). Il s'agit de quêtes récurrentes, identiques à chaque fois : chaque joueur peut les répéter indéfiniment, dans la double limite que chacune d’entre elles ne peut être réalisée qu’une fois par jour. Elles rapportent généralement de l’argent et permettent d’accroître la réputation des joueurs auprès des différentes factions. Certaines quêtes quotidiennes sont liées aux professions comme la pêche ou la cuisine. Dans ce cas, les récompenses sont des recettes de cuisine ou des objets disponibles uniquement par ce biais.
Les quêtes sont incorporées dans le jeu, les maîtres du jeu ne peuvent en rajouter, mais ils peuvent réguler la réinitialisation et la temporisation de l’accessibilité des quêtes. Les quêtes sont rajoutées via des patchs délivrés par la société créatrice du jeu. Il n’existait aucune quête principale dans World of Warcraft, contrairement à d’autres jeux comme Slayer Online ou Guild Wars. Depuis Légion, une quête principale, développée sur plusieurs patchs et durant toute l'extension permets de découvrir l'histoire. Les quêtes annexes, en plus de l'expérience, de l'or et des objets qu'elles rapportent, permettent de découvrir des zones où la quête principale ne nous envoie pas forcément. Il existe une multitude de petites quêtes qui s’enchaînent successivement afin de faire monter le niveau de plusieurs joueurs en même temps, ces quêtes délivrent petit à petit un scénario précis sur chaque parcelle du monde d’Azeroth, de l’Outreterre et de Draenor. Une multitude de scénarios s’entrecroisent donc, il n’y a pas une seule trame principale, contrairement à des RPG mono-joueurs tels que Final Fantasy, The Elder Scroll ou Warcraft III. Il n’y a donc pas de « fin du jeu » à proprement parler.

### Personnages
Les personnages de World of Warcraft sont attachés aux comptes d’utilisateur et ne peuvent être employés que sur le royaume (terme désignant les serveurs) où ils ont été créés. Néanmoins, Blizzard permet parfois la migration de personnages d’un royaume vers un autre, afin de désengorger un royaume proche de la saturation ou d’en remplir un vide. Il est aussi possible de migrer son personnage d’un royaume à un autre avec le transfert payant de personnage pour le prix de vingt-cinq euros. Les utilisateurs peuvent créer jusqu’à 60 personnages au total qui s’étendent d’une quantité diverse de races et de classes. Les deux factions actuellement dans le jeu sont l’Alliance et la Horde, constituées de différentes races, dont une qui est neutre, les « Pandaren ».

#### Types de personnages
Il est nécessaire de différencier les personnages joueurs (PJ) des personnages non-joueurs (PNJ). Les personnages joueurs sont les avatars des joueurs. La couleur du nom d’un PJ peut varier (bleu, vert, orange ou rouge) selon la faction, l’endroit, et le statut de combat de celui-ci. Les PNJ sont les personnages qui peuvent seulement interagir avec les personnages joueurs grâce aux scripts ou à l’intelligence artificielle (IA). Blizzard a repris quelques noms célèbres pour les attribuer à ses PNJ : quelques exemples, le sculpteur Calder, forgeron des fils d'Hodir, Harrison Jones, mélange d'Harrison Ford et d'Indiana Jones, avec qui le joueur enchaînera toute une série de quêtes à Uldum, son ennemi Belloc, l'archéologue français, y donne également quelques quêtes…
On distingue les PNJ amicaux (dont les noms sont affichés en vert) des PNJ hostiles (principalement les PNJ de la faction opposée et les monstres) dont le nom est en rouge. Il y a également des PNJ neutres dont le nom est jaune. Les PNJ dans les capitales et les villes peuvent vendre ou acheter des objets, former le personnage selon sa classe et ses professions, lui donner des quêtes, le faire accéder à l’hôtel des ventes du royaume (où les autres joueurs y vendent leurs objets aux enchères), et lui fournir tous les services qui sont nécessaires dans le jeu. Certains offriront simplement un conseil ou un peu d’histoire, alors que d’autres défendront la ville contre d’éventuels envahisseurs.

#### Races
Les personnages créés par les joueurs sont représentés par des avatars dans le monde en ligne d’Azeroth. Lors de la création d’un personnage dans World of Warcraft, le joueur peut choisir parmi douze races différentes. Les races jouables sont divisées parmi les deux factions.
Dans l'Alliance, il existe des humains, des elfes de la nuit, des nains, des gnomes, des draeneï et des worgens.
Dans la Horde, il existe des orcs, des morts-vivants, des taurens, des trolls, des elfes de sang et des gobelins.
Les pandarens et les dracthyrs sont des races neutres, qui peuvent choisir de faire partie de n'importe quelle faction.
Les races alliées, ajoutées à l'extension Battle for Azeroth, sont des races qui se débloquent après une suite de quêtes. Elles permettent un plus grande diversité et participent à l'histoire du jeu. L'Alliance a ajouté dans ses rangs les draeneï sancteforge, les elfes du vide, les nains sombrefer, les kultirassiens et les mécagnomes. De son côté, la Horde possède les taurens de Haut-Roc, les sacrenuits, les orcs Mag'har, les trolls Zandalari et les vulpérins.

#### Classes et spécialisations
La classe de personnage détermine les possibilités de jeu, en termes de sorts disponibles, et d’attaques utilisables en combat. Parmi ces classes, on retrouve le guerrier, le mage, le chasseur, le voleur, le paladin, le druide, le prêtre, le chaman, le démoniste, le chevalier de la mort, le moine, le chasseur de démons et l'évocateur.
Chaque classe dispose de deux à quatre spécialisations, qui déterminent entièrement le gameplay et la fonction du joueur. Ces spécialisations correspondent à une des trois catégories, parmi protection, soin ou dégâts.
Les talents sont des sorts spécifiques à une spécialisation. Ils peuvent être sélectionnés dans un arbre de talents par le joueur pour débloquer soit de nouveaux sorts, soit des effets supplémentaires. Ils sont librement interchangeables en dehors des combats.
Il existe des classes héroïques, qui commencent le jeu à un niveau supérieur aux classes communes et à travers un scénario particulier qui sert de tutoriel.

#### Professions
Un personnage peut apprendre des professions, ce qui lui permet de récolter des ressources ou fabriquer des objets.
Il existe 11 professions primaires et 3 professions secondaires. Chaque personnage peut apprendre deux professions primaires, parmi l'alchimie pour la fabrication de potions et d'élixirs ; la forge pour la confection d'armures en plaques ; l'enchantement pour ajouter des caractéristiques sur des pièces d'armures ; l'ingénierie pour la fabrications de bombes et d'outils variés ; l'herboristerie pour la collecte d'herbes et de plantes ; la calligraphie pour la confection de glyphes, la joaillerie pour la fabrication de gemmes à ajouter à l'équipement ; le travail du cuir pour la confection d'armures en cuir et mailles ; le minage pour la collecte de minerais ; le dépeçage pour la récolte de peaux sur les bêtes et la couture pour la fabrication d'armures en tissu.
Les professions secondaires ne sont pas limitées comme les professions primaires, donc un personnage peut posséder les trois professions secondaires. La cuisine permet de préparer de la nourriture à l'aide d'ingrédients ; la pêche permet de récolter des poissons ; et l'archéologie permet de récupérer des fragments archéologiques pour reconstituer des reliques.
Il est commun pour les joueurs de combiner certains métiers précis pour profiter des ressources pour un métier de production.
Les métiers de production ont généralement des recettes, qui sont obtenables par le biais d'un maître de métier, d'un vendeur, en récompense de quête ou obtenable sur des monstres.
La compétence secondaire secourisme n'existe plus depuis Battle for Azeroth, les anciens patrons ont été déplacés vers les professions de Couture et d'Alchimie.
Les métiers ont été totalement retravaillés lors de la sortie de Dragonflight.

#### Caractéristiques
Des caractéristiques sont employées par le jeu pour calculer les forces et les faiblesses de chaque personnage.
Une partie des caractéristiques sont déjà présentes, basées sur le niveau, la classe et la race du personnage ; mais pour être plus fort il est nécessaire de s’équiper d’objets (pièces d’armures et autres bijoux) qui procurent des suppléments aux caractéristiques.

### Objets et équipement
Il y a divers types d’objets dans World of Warcraft, allant des haches et des épées aux simples fleurs et organes d’animaux. Les objets peuvent en général se vendre plus ou moins cher à des marchands ou aux enchères. Plus les objets sont rares (ou recherchés, dans le cas des ventes aux enchères), plus ils se vendront chers.
Au fil du temps, les joueurs ayant atteint le niveau maximal cherchent naturellement à améliorer leur équipement. Cette tâche, qui peut paraître simple pour certains, peut néanmoins s’avérer très longue et difficile pour d’autres. L’appât du gain et vouloir parfaire son équipement peut s’avérer addictif et prenant, à la limite de rendre le joueur dépendant. World of Warcraft n’a pas vraiment de fin et il faut compter des dizaines d’heures de jeu pour arriver au niveau maximum 60 initialement, 70 avec The Burning Crusade, 80 avec Wrath of The Lich King, 85 avec Cataclysm, 90 avec Mists of Pandaria, 100 avec Warlords of Draenor, et plus encore d’heures pour s’équiper à sa guise. Avec l'arrivée de l'extension Legion, le niveau maximal passe a 110, puis 120 avec Battle for Azeroth,lors de la sortie de Shadowland le jeu à subis un "level squish" les niveaux repassant alors a 60 maximum,70 pour Dragonflight,80 pour The War Within
World of Warcraft laisse aussi l’occasion aux joueurs de se mesurer entre eux (combat Joueur contre Joueur ou JcJ - on utilise beaucoup l’équivalent anglais, PvP), soit en attaquant un territoire ou une ville ennemie qui peut être défendue par les membres de la faction adverse, soit par l’intermédiaire des champs de bataille. Il s’agit de zones instanciées dont le gameplay reprend ceux des mods les plus populaires des jeux de tir à la première personne (capture de drapeau, conquête…).
Ainsi il est possible d’acquérir de l’équipement et de l’expérience en combattant d’autres joueurs dans les zones de combats, en affrontant des créatures avec un groupe dans un univers magique ou bien tout simplement en faisant du commerce (grâce à un système de ventes aux enchères des objets créés ou trouvés par les joueurs).

#### Pièces portées par un personnage
Un personnage peut porter jusqu’à seize pièces d’équipement, recouvrant les différentes parties de son corps. Parmi ces pièces, neuf apportent des bonus. Elles recouvrent la tête, les épaules, le dos, le torse, les poignets, les mains, la taille, les jambes et les pieds. Le personnage porte également un collier et deux bagues. Il porte aussi deux bijoux. Les deux dernières pièces d’équipements n’apportent aucun bonus : la chemise et le tabard. Ce dernier permet de représenter sa guilde ou le fait d’avoir fait une quête, d’avoir participé à un Event ou autre. En Norfendre, des tabards permettent également dans les donjons de groupe d’augmenter la réputation du personnage auprès de la faction qui lui a vendu le tabard en tuant des monstres qui lui rapportent de l’expérience.
La plupart des pièces d’équipement de haut niveau peuvent voir leurs caractéristiques être améliorées, par des parchemins d’enchantement et/ou des gemmes ou joyaux.

#### Armures
Il y a différents types d’armure dans le jeu, qui ne sont pas portables par toutes les classes. Mages, prêtres et démonistes sont limités à l’armure de tissu. Chasseurs, chamans, moines, druides et voleurs sont limités à l’armure de cuir. Cependant, les chasseurs et les chamans peuvent porter une armure de mailles les Guerriers, paladins et Chevaliers de la Mort peuvent s’équiper de n’importe quel type d’armure, à partir du niveau 40. Les Guerriers, Paladins et Chevaliers de la Mort,portent également de la plaque. L’armure est employée pour réduire les dommages subis des attaques de mêlée. Le tissu fournit la plus faible protection et les plaques la plus grande.
Les équipements apportent des bonus aux attributs d’un personnage. Un équipement peut avoir son nom écrit en gris, blanc, vert, bleu, violet ou même orange. Le bleu clair est attribué à l'équipement Héritage. Cette couleur détermine la qualité de l’objet, et sa rareté. Gris = Médiocre / Blanc = Commun / Vert = Inhabituel / Bleu = Rare / Violet = Épique / Orange = Légendaire.

### Liaison d'un objet à un personnage
La plupart des objets inhabituels, rares, épiques et légendaires, ainsi que certains objets habituels sont liés à leur porteur une fois équipés, ou dans leur inventaire. Dès qu’un objet est lié, celui-ci ne peut plus être échangé, donné, mais peut encore être vendu à un marchand. Par contre, les objets peuvent être détruit à tout moment, il suffit de les jeter. Il existe trois types d’objets liés :
- ceux liés quand ils sont équipés (le joueur peut l’échanger ou le vendre aux enchères tant qu’il ne l’équipe pas). Tous les objets inhabituels, qu’ils soient obtenus dans les instances ou créé par une profession, le sont, ainsi que quelques objets rares ou épiques obtenus sur les monstres du donjon ou du raid. Ils forment la majorité des objets liés du jeu, en dehors des objets de quêtes ;
- ceux liés quand ils sont ramassés (une fois dans l’inventaire du personnage, l’objet est lié[Note 3]). C’est le cas de presque tous les objets de quête, de récompense de quête et des butins de boss. Ils forment la majorité des objets convoités du jeu ;
- et ceux liés au compte qui sont pour la plupart appelés objets d’« héritage », mécanisme ajouté bien après la sortie du jeu. Ils peuvent être envoyés par la poste à n’importe quel personnage du même compte à condition qu’il se trouve sur le même serveur et dans la même faction. Les objets d’héritage ont leur nom de couleur jaune, et ont la particularité d’évoluer en même temps que le personnage. On peut ainsi en équiper un dès le niveau 1 et le garder jusqu’au niveau 90, sans pour autant souffrir d’une baisse de performance, puisque l’objet en question est supérieur à pratiquement tous les autres objets, objets épiques (très rare) et légendaires exceptés. Pour une poignée de pièces d'or, les objets héritages peuvent atteindre le niveau 100. Certaines montures et animaux domestiques, entrent également dans la catégorie des objets transférables entre personnages d’un même compte
  - ceux liée au bataillon,étant une nouvelle fonctionnalité ajouté lors de The War Within les équipements lié au bataillons sont des équipements s'obtenant de manière aléatoire (sur des monstres,en faisant des quêtes,raids activités, etc.) ces objets peuvent être de tout type (tissu,plaque,mailles,bijou, etc.) et sont partageables sur tout les personnages de votre compte en les mettant dans une banque spéciale liée a votre compte,contrairement au objets héritage qui était des objets bien défini,les objets de bataillons comprennent l'ensemble des butins du tier actuelle.

### Jeu en équipe
Dans l'extension Légion, les raids comptent entre 10 et 40 joueurs. La difficulté est variable en fonction du nombre de joueurs pour les difficultés « Normale » et « Héroïque ». Le niveau de difficulté maximum « Mythique » est quant à lui, uniquement disponible à 20 joueurs, et sa difficulté sera semblable à celle du mode « Héroïque » que l'on a connu jusqu'à la fin de l'extension Mists of Pandaria.

#### Instances
World of Warcraft comporte de nombreux donjons, aussi appelés instances (car le monde du donjon est instancié sur un serveur spécifique pour les membres du groupe). Ils sont régulièrement ajoutés au jeu par le biais de mises à jour ou d’extensions. L’objectif pour le groupe de joueurs est de parcourir une carte peuplée d’ennemis contrôlés par l’ordinateur, afin d’atteindre les différents boss présents dans le donjon. En cas de réussite des récompenses, appelées loots, peuvent être récupérées sur le boss et partagées entre les joueurs. Selon les donjons, diverses stratégies peuvent être mises en place pour vaincre les adversaires proposés par le jeu. Un système de haut-faits permet d’accumuler des points si certaines conditions sont remplies pendant le combat (le rendant considérablement plus compliqué). Depuis Cataclysm, la troisième extension de World of Warcraft, un codex est disponible. Celui-ci contient les informations sur l'instance, les boss, leurs sortilèges, stratégies, et histoires liées.
Dans World of Warcraft, il existe deux grands types de donjons : ceux à cinq joueurs et les raids. La principale différence porte sur le nombre de joueurs impliqués. En effet, les raids peuvent mobiliser entre 10 et 40 joueurs en fonction de l’instance choisie. Cependant, si les raids à 40 joueurs étaient fréquents à la sortie de World of Warcraft, Blizzard a modifié la mécanique du jeu pour limiter les nouvelles sorties à 25 joueurs maximum, afin de faciliter la constitution des groupes et la bonne marche de la sortie (notamment lors de l’attribution des butins récupérés).
Aujourd'hui les raids en difficulté Normal,Héroique peuvent être fait a 30 joueurs maximum,le mode mythique quant à lui demande 20 joueurs fixe.

##### Donjons
Pour un donjon, le groupe est composé de cinq joueurs maximum généralement répartis comme suit : un joueur disposant d’une classe spécialisée dans l’encaissement des dégâts (le tank), un soigneur (le heal, ou healer) et de trois joueurs spécialisés dans les dégâts (les DPS, pour dommages (ou dégâts) par seconde). Cependant, il est tout à fait envisageable de terminer un donjon avec un groupe moins nombreux, voire tout seul. C’est particulièrement le cas lorsqu’un joueur de haut niveau retourne dans un donjon de bas niveau. L’écart de puissance permet au joueur de compléter le donjon très rapidement, sans aucune difficulté notable. Ce cas est fréquent lorsque le joueur souhaite récupérer un objet (appelé « loot ») spécifique au donjon, ou lorsqu'il fait le donjon accompagné d'un joueur de bas niveau (appelé « rush »), dans le but de lui faire gagner beaucoup d'expérience très rapidement (aussi appelé « Power leveling », ou progression de niveau par la force).
La durée passée dans un donjon varie en fonction des défis proposés (nombre de boss à tuer, tâches à accomplir, longueur de la carte, nombre d’ennemis proposés…) et de la dextérité et de l’équipement du groupe (connu sous l'acronyme : « Skuff » : Skill : habileté + Stuff : équipement). Cependant, Blizzard a fait en sorte d’alléger la durée des donjons au fil des extensions. Si les premières sorties pouvaient durer quelques heures au tout début de World of Warcraft, désormais certaines instances peuvent être complétées beaucoup plus rapidement (parfois en moins d’une heure ou 25 minutes en général pour les donjons héroïques à 5 joueurs[réf. souhaitée]).
Il existe un mode de donjon appelé mode « Défi ». Dans ce mode, la difficulté est plus importante encore qu'en mode héroïque et il n'existe aucun loot sur les boss. Le but est d'accomplir un certain nombre d'objectifs dans le donjon (en général tuer la totalité des boss et une quantité de « trash mobs » définie) dans un temps imparti qui est chronométré depuis le lancement du donjon. Il existe 4 niveaux de réussite, de simplement accomplir les objectifs aux réussites bronze, argent et or. Les « méta hauts faits » associé aux réussites de ses donjons en mode défis permettent de débloquer pour le personnage des récompenses telles que des ensembles de transmogrification (changement d'apparence des différentes pièces d'armure, l'apparence étant généralement appelée "skin"), des montures et des titres.
Depuis l'extension Legion, le mode « Défi » a été remplacé par le mode « Mythique + ». Si la version mythique des donjons existe depuis Warlords of Draenor comme étant une variante plus difficile du mode héroïque, le mode « Mythique + » se distingue par sa capacité à adapter sa difficulté (aussi appelée capacité à « scale ») en fonction de la progression du joueur. Ainsi, un joueur plus expérimenté pourra affronter des ennemis plus puissants et donc espérer obtenir de l'équipement de meilleure qualité. Enfin, pour que le système ne devienne pas trop répétitif, les développeurs ont ajouté plusieurs affixes afin de rendre le mode plus intéressant mécaniquement parlant.

##### Raids
Si les donjons représentent un défi intéressant pour les joueurs, la véritable difficulté réside dans les raids, qui sont plus difficiles à terminer. Selon les raids proposés par le jeu, un groupe peut être composé de 10, 20, 25 voire 40 joueurs. Cependant, le nombre de joueurs impliqués n’est pas nécessairement lié à la difficulté du raid. En effet, Blizzard a opté pour une limitation du nombre de joueurs par raid, dans le but de faciliter la constitution du raid, l’attribution des butins et d’éviter une charge trop importante pour les serveurs et les ordinateurs des joueurs.
Comme pour les donjons, les joueurs du raid doivent mettre en œuvre des stratégies pour vaincre les boss proposés. La qualité du butin est supérieure aux items présents dans les donjons, il existe 4 niveaux de difficulté dans les raids de World of Warcraft, le niveau le plus simple fait pour les joueurs occasionnels se nomme LFR, le mode LFR s'effectue en s'inscrivant directement dans l’outil de recherche de groupe, ce mode de raid offre l’équipement de raid le plus bas du tier actuel avec des mécaniques d’assistance (à chaque fois que le joueur échoue sur un boss, il devient plus puissant, afin de limiter la frustration) ce mode de raid existe pour les débutants, les niveaux de difficulté suivant s’appellent le mode Normal puis Héroique, à noter qu'il existe un vrai gap de difficulté entre le mode normal et héroique, et enfin nous avons le mode de raid le plus exigeant, le mode Mythique, qui demande d'avoir 20 joueurs équipés avec les meilleurs objets, une connaissance approfondie des stratégies, de leur personnage et du jeu en lui-même, les raids mythiques représentent le plus gros challenge PvE du jeu, chaque rencontre de boss demande du temps, de l'investissement et de la coordination, seuls les meilleurs joueurs au monde arrivent à battre les derniers boss en difficulté mythique, certains combats sont tellement exigeants qu'ils recquierent aux 20 membres du raid de jouer parfaitement pendant 15 à 20 minutes sans interruption, et sans qu'aucune erreur ne soit commise, comme le combat de sylvanas mythique lors de l'extension Shadowland qui exigeait 16 minutes de combat intense, si un membre du raid faisait une erreur, cela entrainait la mort du raid entier, le raid mythique offre parmi les meilleures récompenses de tout World of Warcraft.

##### Scénarios
Depuis la sortie de l'extension de World of Warcraft : Mists of Pandaria, un nouveau type d'instance est présent : les scénarios. Jouables à trois, les scénarios ne représentent aucun défi de taille, mais permettent de jouer et de s'impliquer dans les évènements marquants de l'histoire (comme le premier scénario, « la chute de Theramore »). Les scénarios proposent des récompenses rares, mais néanmoins intéressantes.

#### Arènes
C'est dans ces arènes que les joueurs peuvent s'affronter entre eux, un des aspects du mode Joueur Contre Joueur (JcJ). Les joueurs peuvent former des équipes afin de jouer en 2 contre 2, 3 contre 3 ou 5 contre 5.
La performance des équipes et des joueurs est jugée grâce à plusieurs critères :
La cote personnelle qui est propre au personnage et avec laquelle il est possible de débloquer certaines pièces d'équipement.
La cote d'équipe qui varie en fonction des matchs gagnés ou perdus, et qui détermine tous les mercredis le nombre de points d'arène qui seront distribués.
La cote d'harmonisation dite encore cachée ou mmr qui équivaut à la valeur réelle de l'équipe, afin de faire se rencontrer les joueurs du même niveau.
Il existe un certain nombre d'arène avec différents décors et stratégies à adopter :
- arène de Nagrand ;
- arène des Tranchantes ;
- ruines de Lordaeron ;
- égouts de Dalaran ;
- arène Tol'viron.

À la fin de chaque saison, des titres récompensant les meilleurs joueurs sont décernés :
1. Gladiateur personnalisé : top 0,1 % ;
2. Gladiateur : top 0,5 % :
3. Duelliste : 0,5 % → 2 % :
4. Rival : 2 % → 10 % ;
5. Compétiteur : 10 % → 35 %.

#### Guildes
Une guilde est une association de joueurs dont l’objectif est d’organiser une ou plusieurs activités en commun, notamment grâce à un canal de discussion privé et la présence d’un calendrier de guilde. Dans World of Warcraft, un membre d’une guilde est reconnaissable par l’inscription, sous son pseudonyme, du nom de sa guilde (obligatoire) et / ou du tabard que le personnage porte sur son torse (facultatif). Tout type de guilde peut être créé, mais les plus importantes ont en général un but principal (PVE HL Player Vs Environment High Level, PVP Player Vs Player ou autre) défini dans une charte de guilde. Des buts secondaires (comme entraide entre membres) peuvent aussi être identifiés.
Cette charte définit aussi des règles de conduite (envers les membres de la guilde et des autres joueurs) et parfois un barème de sanction en cas de violation. Cette charte est souvent publiée sur internet (dans un forum de guilde) et doit être explicitement acceptée par les membres et les postulants.
Une guilde est aussi souvent une communauté de joueurs partageant certaines valeurs ou certains intérêts. De nombreuses guildes organisent des évènements IRL (In Real Life) afin de favoriser la cohésion du groupe et de partager des activités en dehors du jeu.
Mais être dans une guilde ne signifie pas n’avoir que des devoirs. Les membres ont aussi des droits, sur les loots, les richesses ou les places dans les activités. Une banque de guilde est créée, où sont stockés des items intéressants, lesquels sont alors accessibles, dans une certaine limite, aux membres de la guilde
Pour créer une guilde IG (In Game), un joueur doit respecter un certain nombre de critères. Tout d’abord, il ne doit évidemment appartenir à aucune structure déjà en place. Ensuite, il doit avancer une certaine somme virtuelle au PNJ chargé de la création des guildes. Enfin, il doit récolter 4 (depuis patch Cataclysm) signatures de joueurs sans guilde. Une fois toutes ces conditions remplies, le joueur sera automatiquement le maître de guilde de cette nouvelle communauté, tandis que les joueurs sans guilde qui ont accepté de signer la charte de guilde seront les membres fondateurs de la nouvelle guilde.
Si une guilde a besoin de 5 membres pour voir le jour, il n’est pas rare de voir certaines communautés réunir plusieurs centaines de joueurs ou certaines guildes où il n’y a qu’un joueur. Il est également possible d’ajouter des personnages alternatifs, en plus de son personnage principal, dans la guilde. Le maître de guilde est l’autorité principale de la guilde. Cependant, il peut attribuer un certain nombre de privilèges et déléguer certaines tâches à quelques membres de la guilde. Ces joueurs sont alors appelés officiers et ont pour mission d’épauler le maître de guilde, notamment en veillant à la bonne marche de la communauté lorsque le maître de guilde est déconnecté.
Dans World of Warcraft, l’une des raisons d’être d’une guilde est la planification de raids. En effet, s’il est possible de constituer un raid avec des joueurs de différentes guildes - ou avec des joueurs sans guilde -, bien souvent les joueurs préfèrent s’associer avec des personnes qu’ils fréquentent régulièrement, dans la mesure où les membres d’une même guilde sont plus tolérants entre eux et apprennent les façons de jouer des uns et des autres. Cette communauté de but permet en général d’obtenir une meilleure efficacité et d’arriver plus vite au but à atteindre.[réf. souhaitée]
À l’inverse, des joueurs peuvent être pris ponctuellement pour compléter l'effectif nécessaire pour un donjon ou un raid (surnommés les « pick ups ou PU »).
Si certaines guildes recrutent les joueurs à la volée, d’autres exigent une candidature. Cela est particulièrement le cas pour les guildes exclusivement tournées vers les raids, avec des conditions plus ou moins difficiles à remplir. Généralement les critères tournent autour des contraintes de temps de jeu du joueur, de sa régularité, de sa ponctualité, de son âge, de son expérience des raids de « Haut Niveau » (HL, High Level), de sa capacité à s’investir pour la communauté de joueur de sa guilde, de sa progression dans l’équipement de ses personnages.
L'extension Cataclysm a apporté un plus certain au fonctionnement de guilde, en créant une progression de guilde et des hauts-faits propres à la guilde. Cette progression est limitée à 25 niveaux, chaque niveau débloqué offrant un avantage supplémentaire réservé aux seuls membres de la guilde.
Cette nouveauté permet également de fidéliser les membres à leur guilde, puisqu'en accroissant leur réputation auprès de leur guilde, les membres peuvent obtenir des items supplémentaires, inaccessibles par d'autres moyens.
Par la suite, le niveau de guilde a été supprimé, mais certains avantages (tel que l'invocation du Coffre de Guilde) sont devenus innés pour toutes les guildes

## Modèle économique et faits associés

### Généralités
World of Warcraft compte environ 10 millions de joueurs abonnés, qui payent chacun entre 11 et 13 € par mois. Depuis 2011, une version d'essai a été mise en place afin de permettre de jouer gratuitement à World of Warcraft jusqu'au niveau 20. Blizzard a mis également en vente toute une série de produits dérivés, tirés de l'univers du jeu : BD, jeux de plateau, figurines, mugs, jeu de cartes… De nouvelles extensions et mises à jour permettent par ailleurs de relancer régulièrement l’intérêt pour ces derniers (voir le paragraphe consacré aux extensions). Des sociétés concurrentes de Blizzard essayent de conquérir une part de ce marché porteur grâce à des MMORPG analogues (par exemple Dungeons and Dragons Online: Stormreach, Aion: The Tower of Eternity, Le Seigneur des Anneaux Online ou Runes of Magic).
Les richesses virtuelles dans World of Warcraft sont à l'origine de dérives comme l'achat contre de l'argent réel de comptes entiers afin d'obtenir un ou plusieurs objets sur ce compte. Cette pratique est due au fait que les objets en questions sont parfois liés au compte et donc non échangeables contre des richesses virtuelles. On a ainsi vu, sur l’un des serveurs officiels de World of Warcraft, le compte d'un guerrier possédant le Glaive de guerre d’Azzinoth droit se vendre 9 500 $. L'achat de compte peut aussi s'opérer lorsqu'une personne ne souhaite pas progresser dans le jeu et directement avoir un personnage au niveau maximum. Il est néanmoins devenu possible, depuis la sortie de l'extension Légion, d'acheter dans le jeu l'élévation au niveau 100 d'un personnage[réf. non conforme].
La popularité de World of Warcraft et la difficulté pour les joueurs d'obtenir certaines richesses ont conduit à l'apparition des farmers. Les farmers sont des joueurs qui collectent tout ce qui est monnayable dans le jeu : objets, éléments d’artisanat, etc., mais sont parfois aussi des pirates qui s'introduisent frauduleusement dans le compte d'autres joueurs, et revendent tout ce que ce joueur possède pour détourner l'or du jeu vers un de leurs propres personnages dans le but de l'échanger contre de l'argent réel.
Le recours à ces sites commerciaux est prohibé par Blizzard et très mal vu par l’immense majorité des joueurs.
Depuis avril 2015, il est possible pour les joueurs d'échanger leur argent virtuel contre des jetons WoW. Ces derniers peuvent être ensuite dépensés contre du temps supplémentaire dans le jeu. Il n'est pas possible de posséder plus de 10 jetons, et son prix varie en fonction de l'offre et de la demande. Il est aussi possible d'acheter des jetons avec de l'argent réel et de les revendre contre de l'argent virtuel.

### Édition découverte
L'édition découverte de World of Warcraft est une version d'essai permettant de jouer gratuitement et sans limite de temps jusqu'au niveau 20. Depuis son lancement le 18 septembre 2011, elle remplace l'ancien système d'édition découverte du jeu, qui permettait d'obtenir des cartes de 10 jours d'essai gratuit.

#### Historique
La première version d'essai du jeu remonte aux cartes d'essai qu'on pouvait trouver en magasin durant la période 2004-2012. Celles-ci permettaient de jouer gratuitement à World of Warcraft pendant 14 jours, et prenaient fin une fois la limite de temps expirée. Le 18 septembre 2011, Blizzard innove en annonçant la création de l'édition découverte,. Dans un article daté du 11 novembre 2011, le journal Le Monde rappelle que la baisse des abonnés sur World of Warcraft oblige en parallèle Blizzard à reconsidérer sa stratégie : « World of Warcraft doit également faire face à de nombreux jeux utilisant le modèle économique « free to play », où l'accès est gratuit, mais les contenus additionnels sont payants ». Il faudra alors attendre la sortie du patch 6.1 début 2015 pour que Blizzard annonce également la sortie d'un nouveau modèle d'édition découverte, baptisé cette fois « édition vétéran ». Celle-ci permet aux anciens joueurs qui s'étaient abonnés de faire basculer leur compte payant en compte gratuit, de sorte qu'ils puissent continuer à jouer mais en gardant les limites de l'édition découverte. ̈Seule la possibilité de rejoindre une guilde fait office d'exception vis-à-vis des limites de l'édition découverte standard,,,, forums, sites, tournois et actualités en rapport avec la version d'essai.

#### Limites
En tant que version d'essai, l'édition découverte de World of Warcraft limite plusieurs fonctionnalités du jeu. Ces restrictions ont pour but d'inciter le joueur à prendre un abonnement si celui-ci se lasse de la version d'essai. Voici la liste des restrictions connues :
- non-accès au contenu de la dernière extension ;
- impossibilité de dépasser le niveau 20, ni la somme de 10 pièces d'or, ainsi que la barre des 100 points de compétence pour chaque métier[34] ;
- impossibilité de faire des combats de mascottes ;
- impossibilité d'échanger des objets, d'envoyer des courriers ou d'utiliser l'hôtel des ventes, ni d'utiliser la discussion vocale ainsi que les amis réels et les services payants ;
- il n'est pas possible de chuchoter aux autres joueurs s'ils ne vous ont pas ajouté dans leur liste d'amis, ni de créer ou rejoindre une guilde[35], ainsi que d'inviter les joueurs dans un groupe ou d'envoyer des invitations à partir du calendrier.

#### Rapport au twink
Il convient de noter que la durée de jeu illimitée qu'offre l'édition découverte permet aux joueurs de rester sur le jeu aussi longtemps qu'ils le veulent, et donc, le temps passant, d'acquérir les meilleurs objets disponibles à leur niveau. Cette méthode de jeu a été appelée twink F2P (twink free to play), car le twink désigne le joueur qui dans World of Warcraft profite de son expérience bloquée pour acquérir les meilleurs objets disponibles à son niveau. Dans un article publié en mai 2009, le site Judgehype rappelle que Blizzard, l'éditeur de World of Warcraft, reconnaît lui-même l'existence du twink sur le jeu : « il est nécessaire de préciser que Blizzard connaît et ne nie pas l’existence du twink. Au fil du temps, le monde du twink est devenu un méta-jeu (un jeu dans le jeu) et il réunit beaucoup de joueurs ».

#### Modèle économique
En tant que version d'essai, l'édition découverte de World of Warcraft propose un modèle dit « gratuit à jouer » (free to play en anglais, aussi abrégé F2P). Ce système de jeu permet à quiconque de jouer gratuitement à World of Warcraft tout en ayant la possibilité d'acheter un abonnement par la suite pour enlever les restrictions de la version d'essai. À cet égard, une réduction appelée « Battle Chest Upgrade » est proposée à ceux qui souhaiteraient basculer en compte payant (pay to play en anglais, aussi abrégé P2P). Cette offre permet de bénéficier d'une réduction d'achat pour l'acquisition du jeu (appelé Battle Chest) et n'est valable qu'une seule fois. Elle permet alors par la suite d'accéder au contenu de toutes les précédentes extensions du jeu, à l'exception de la dernière en date.
En d'autres termes, l'édition découverte est une version try & buy.

## Développement

### Histoire

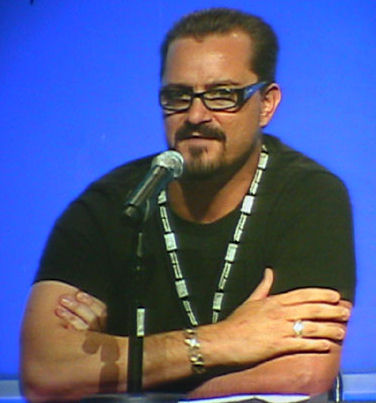
Chris Metzen, directeur créatif du jeu.

En septembre 2005, une mise à jour provoque accidentellement une pandémie virtuelle, l'incident du sang vicié, tuant les joueurs de faibles niveaux en grand nombre. Après une semaine, les développeurs appliquent un correctif pour arrêter l'incident.

### Serveurs
Bien que le jeu soit présenté comme massivement multijoueurs, il y a des limites au nombre de joueurs qui peuvent jouer en même temps en tant que personnage du métavers (ou monde virtuel). Par conséquent, Blizzard divise la communauté des joueurs en « serveurs » (terme informatique) ou « royaumes ». Chaque serveur est caractérisé par la langue parlée, le mode joueur contre joueur ou mode normal, et la charte « jeu de rôle » ou non.
Il existe quatre types de serveurs dans chaque langue supportée :
- les serveurs « Normal » ou « JcE », pour Joueur contre Environnement, où les joueurs ne peuvent généralement pas combattre les joueurs de la faction adverse en « extérieur » (ce qui signifie, en dehors des champs de batailles et arènes). Il existe toutefois quelques cas où le combat entre joueurs de factions adverses est possible en « extérieur » ;
- les serveurs « JcJ », pour Joueur contre Joueur, où les joueurs peuvent combattre à tout moment les joueurs de la faction adverse dans les « zones contestées » ainsi que dans certains autres cas ;
- les serveurs « JdR », pour Jeu de Rôle, où les joueurs doivent se mettre dans la peau du personnage par leur dialogue. Ces serveurs sont de type « JcE » ;
- les serveurs « JdR JcJ », créés par Blizzard à la suite de demandes de joueurs. Ils mêlent serveurs « JdR » et « JcJ ».

Quel que soit le type de serveur, dès l’instant où un personnage pénètre en territoire ennemi, n’importe quel adversaire est en mesure de l’attaquer.
À noter que cette distinction n'est plus faite depuis la sortie de l'extension Battle for Azeroth, au profit d'un mode Guerre, activable ou désactivable à l'envi, qui rend le joueur attaquable, ou non, par les joueurs de la faction adverse, quel que soit le serveur.
Les premiers serveurs francophones furent créés quelques jours après la sortie européenne dont : Archimonde, Cho'Gall, Illidan, Elune, Kirin Tor, Ner'zhul, Hyjal, Kael'Thas et Sargeras. D'autres serveurs francophones ont été créés par la suite. Au 10 avril 2023, ils sont au nombre de trente-sept.
Il existe aussi des serveurs privés, qui sont non officiels et souvent gratuits. Les royaumes privés sont illégaux et interdits par Blizzard même, qui a plusieurs fois intenté et gagné des procès contre les hébergeurs de tels sites. Néanmoins, Blizzard tolère généralement ceux-ci car une partie des joueurs appartenant aux serveurs privés finissent par s'inscrire dans un royaume officiel (la plupart des serveurs privés indiquent qu'ils fermeront sur simple demande de la part de Blizzard, ce qui prouve sa tolérance).[réf. nécessaire]
Blizzard a annoncé la vente sur eBay, le 17 octobre 2011, de 2 000 serveurs qui supportaient le jeu au moment de son lancement. Blizzard reversera les bénéfices de la vente au St. Jude Children's Research Hospital pour aider la lutte contre les maladies infantiles graves ou mortelles.

### Dates de sortie
- États-Unis : 23 novembre 2004
- Canada : 23 novembre 2004
- Australie : 23 novembre 2004
- Nouvelle-Zélande : 23 novembre 2004
- Mexique : 23 novembre 2004
- Europe : 11 février 2005
- Chine : 6 juin 2005
- Corée du Sud : 18 juin 2005
- Singapour : 21 juillet 2005
- Taïwan : 8 novembre 2005
- Hong Kong : 8 novembre 2005
- Macao : 8 novembre 2005
- Afrique du Sud : 1er août 2006
- Amérique latine: 25 juillet 2008
- Russie : 6 août 2008

### Modification de l’interface
Blizzard propose au joueur un support lui permettant de modifier l'interface de World of Warcraft. Cette modification, qui est un vrai atout du jeu, est basée sur des addons, programmes réalisés par la communauté mondiale. On peut distinguer trois grandes orientations d’addons : ceux qui touchent à l’interface graphique, ceux qui automatisent et facilitent le jeu, et ceux qui apportent des informations.
Tous les addons sont créés en utilisant les langages de programmation Lua et XML, et les images utilisées pour n’importe quelle modification sont créées aux formats TGA (Targa) et BLP.
Blizzard Entertainment a modifié la charte liée à la création des addons, afin par exemple d’interdire tout système de rétribution ou de publicité par ce biais dans le courant du premier semestre 2009.[réf. souhaitée]

## Extensions
La sortie d'une nouvelle extension rend les anciennes disponibles pour tous les joueurs et activées directement.

### The Burning Crusade

Logo du jeu vidéo World of Warcraft: The Burning Crusade.

Le 28 octobre 2005, lors d’une conférence se déroulant lors de la BlizzCon, Blizzard a annoncé la préparation d’une extension pour World of Warcraft appelée The Burning Crusade. Après une phase de bêta-test ouverte à de nombreux joueurs, l’extension est sortie le 16 janvier 2007. Les principales nouveautés qu’apporte cette extension au jeu :
- le niveau maximum passe de 60 à 70 ;
- les Elfes de Sang côté Horde et les Draeneï côté Alliance sont ajoutés aux races jouables ;
- les classes Paladin et Chaman deviennent jouables côté Horde et Alliance grâce aux deux nouvelles races ;
- l’ajout de deux nouveaux lieux de départ, le Bois des chants éternels pour les Elfes de Sang et l’Île de Brume-Azur pour les Draeneï ;
- deux nouvelles zones supplémentaires dans Azeroth : l’Île de Brume-sang, « suite » de l’Île de Brume-Azur, et les Terres fantômes, « suite » du Bois des chants éternels ;
- l’ajout d’une planète nommé l’Outreterre, qui pourra être atteinte via la Porte des Ténèbres ;
- l’ajout d’une profession, nommée « joaillerie », et de la possibilité de sertir les objets grâce à des pierres précieuses ;
- l’ajout de nombreux donjons pour les joueurs de haut niveau, dont les Grottes du Temps en Tanaris ;
- l'ajout de nombreux raids pour les joueurs de niveau 70, dont Karazhan au Défilé de Deuillevent ;
- l’ajout des montures volantes dans l’Outreterre, dont les Drakes du néant ;
- l’ajout de nouveaux monstres, de nouvelles quêtes et de nouveaux objets.

### Wrath of the Lich King

Logo du jeu vidéo World of Warcraft: Wrath of the Lich King.

La deuxième extension se nomme Wrath of the Lich King, dont l’annonce a été faite à la session d’ouverture de la BlizzCon 2007, et est sortie le 13 novembre 2008 en Amérique et en Europe.
Parmi les nouveautés, on note :
- la limite de niveau passe de 70 à 80 ;
- l’apparition d’une nouvelle classe héroïque commençant tout de suite au niveau 55, le Chevalier de la mort (Death Knight en anglais et abrégé DK), qui peut être créé par le joueur pour autant qu’il possède un personnage de niveau 55 ou plus sur son compte. Le joueur ne peut posséder qu’un seul chevalier de la mort par royaume. Jusqu’au patch 3.0.8, le joueur ne pouvait créer un chevalier de la mort que sur les serveurs où il possédait au moins un personnage de niveau 55 ou plus ;
- l'ajout du système de hauts-faits : système de points répertoriés en catégories comptabilisant la part du contenu total du jeu que vous avez effectuée ;
- la calligraphie, un métier permettant de créer entre autres des glyphes, permettant l’amélioration de l’efficacité de jusqu’à 6 aptitudes des personnages ;
- l’ajout de nombreux donjons pour les joueurs de haut niveau comme la Citadelle de la Couronne de Glace (Plus connue sous son acronyme anglais ICC, Ice Crown Citadel), où réside le Roi-Liche, ainsi que le déplacement du raid Naxxramas, qui se trouve désormais dans la Désolation des Dragons, et adapté au niveau 80 ;
- les joueurs ont accès aux armes de siège pour donner une nouvelle dimension au JcJ ;
- des salons de coiffure qui permettent aux personnages de changer leur coupe de cheveux ;
- les joueurs peuvent visiter le nouveau continent Norfendre ((en) Northrend, le continent où réside le Roi Liche).

### Cataclysm

Logo du jeu vidéo World of Warcraft: Cataclysm.

La troisième extension est World of Warcraft: Cataclysm, dont l’annonce a été faite à la session d’ouverture de la BlizzCon 2009,. La date de sortie, le 7 décembre 2010, a été annoncée officiellement le 4 octobre 2010.
Parmi les nouveautés, on note :
- la limite de niveau passe de 80 à 85 ;
- deux nouvelles races jouables : les Worgens dans l’Alliance et les Gobelins dans la Horde ; ainsi que la possibilité de jouer certaines classes pour des races qui n’y avaient jusqu’à présent pas accès ;
- la refonte des régions de départ, à la suite du cataclysme, et donc de toutes nouvelles quêtes jusqu’au niveau 60 (ce changement touche aussi les joueurs qui n'ont pas l'extension) ;
- un nouveau métier : l’archéologie. Ce métier offrira la possibilité de trouver des reliques permettant d’accéder à de nouveaux objets;
- les montures volantes seront utilisables en Kalimdor et dans Les Royaumes de l’Est ;
- une progression pour les Guildes par le biais de niveaux (niveau 25 maximum) et de hauts-faits ;
- de nouveaux donjons (Grim Batol, le Trône des Marées), de nouvelles zones à explorer (Uldum, les Hautes Terres du crépuscule, la cité engloutie de Vashj’ir, le Tréfonds, le mont Hyjal) de nouvelles instances de raids (Descente de l'Aile Noire, les Terres de Feu, l'Âme des Dragons…) et de nouveaux champs de bataille (les Pics-Jumeaux et la Bataille de Gilnéas);
- la suppression des deux caractéristiques : puissance des sorts et puissance d’attaque, qui seront directement intégrées aux caractéristiques principales des personnages (intelligence, force, agilité, esprit…) accrues à cette fin ;
- la compétence Crochetage des voleurs s’accroît automatiquement avec le niveau du personnage et ne suppose plus d'apprentissage spécifique ;
- un nouveau système de personnalisation des techniques en rapport avec les arbres de talents : sur un total de 41 points, 31 points au moins doivent être placés dans l'arbre de sa spécialisation principale ;
- le système de progression de guilde et des HF spécifiques aux guildes ;
- ajout du support Direct X 11.

### Mists of Pandaria

Logo du jeu vidéo World of Warcraft: Mists of Pandaria.

La quatrième extension se nomme Mists of Pandaria (« Les Brumes de Pandarie »), dont l'annonce a été faite lors de la BlizzCon 2011 pour voir le jour le 25 septembre 2012 à minuit.
Parmi les nouveautés, on note :
- la limite de niveau passe de 85 à 90 ;
- une nouvelle race jouable : les Pandarens, disponibles aussi bien dans l'Alliance que dans la Horde ;
- une nouvelle classe disponible : le Moine, cette classe a la capacité de se spécialiser aussi bien dans les soins, les dégâts ou le tanking;
- un mode défis : les joueurs peuvent à présent réaliser des exploits dans les nouvelles instances en s'inscrivant en mode défis. Le temps est ici compté et permet d'obtenir des médailles en achevant les donjons avec une difficulté supérieure en un minimum de temps ;
- des combats de mascottes : elles ne sont à présent plus de simples suiveuses, et peuvent participer à des duels contre d'autres mascottes ou bestioles sauvages ;
- de nouvelles régions voient le jour : l'Île Vagabonde, la Forêt de Jade, la Vallée des Quatre Vents, le Val de l'Éternel Printemps, le Sommet de Kun-Lai, les Étendues Sauvages de Krasarang, les Steppes de Tanglong, les Terres de l'Angoisse, l'Île des Géants, l'Île du Tonnerre et l'Île du Temps figé ;
- de nouveaux donjons : le Temple du serpent de jade, la Brasserie Brune d'Orage, le Monastère des Pandashan, le Palais Mogu'shan, la Porte du soleil couchant, Siège du temple de Niuzao, ainsi que d'anciens donjons remis à niveau pour les lvl 90 : Monastère écarlate, Salles écarlates et Scholomance ;
- de nouveaux raids : Caveaux Mogu'shan, Cœur de la peur, Terrasse printanière, le Trône du Tonnerre et le Siège d'Orgrimmar.

### Warlords of Draenor

Logo du jeu vidéo World of Warcraft: Warlords of Draenor.

La cinquième extension du nom de Warlords of Draenor (« Les Seigneurs de Guerre de Draenor ») a été annoncée par Blizzard le 8 novembre 2013 et est sortie le 13 novembre 2014 ; cette extension se déroule dans le monde originel des Orcs (Draenor) avant que celui-ci ne soit détruit par la Légion ardente.
Parmi les nouveautés, on note :
- la limite de niveau passe de 90 à 100 ;
- un nouveau monde : Draenor ;
- la possibilité de créer et d'améliorer son fief ;
- refonte des modèles de personnages ;
- de nouveaux donjons ;
- de nouveaux raids ;
- de nouveaux monstres ;
- des centaines de nouvelles quêtes ;
- de nouveaux objets ;
- une nouvelle zone JcJ (Joueur contre Joueur) avec des mécanismes inédits ;
- la possibilité de se propulser directement au niveau 90 via un objet appelé « Sésame » offert en précommande de l'extension ou acheté pour 50 € dans la boutique Blizzard[50].

### Legion

Logo de l’extension World of Warcraft: Legion

La sixième extension se nomme Legion, dont l’annonce a été faite à la session d’ouverture de la Gamescom le 6 août 2015. Elle retrace le retour de la Légion Ardente. Elle est sortie le 30 août 2016 à minuit.
Parmi les nouveautés, on note :
- la limite de niveau passe de 100 à 110 ;
- un nouveau continent : les Îles Brisées ;
- une nouvelle classe héroïque jouable : les Chasseurs de Démons ;
- de nouveaux donjons ;
- de nouveaux raids ;
- de nouvelles quêtes ;
- un nouveau système d'honneur ;
- un système d'arme prodigieuse ;
- un domaine de classe ;
- de nouvelles montures et mascottes ;
- la possibilité de se propulser directement au niveau 100 avec un objet appelé « Sésame » comme dans l'extension précédente.

### Battle for Azeroth
Battle for Azeroth est la septième extension du jeu. Son annonce a été faite lors de la Blizzcon le 3 novembre 2017 et est sortie le 14 août 2018.
Parmi les nouveautés, on note :

Logo du jeu vidéo World of Warcraft: Battle for Azeroth.

- la limite de niveau passe de 110 à 120 ;
- 2 nouveaux continents : Kul Tiras pour l'Alliance et Zandalar pour la Horde ;
- 6 nouvelles races, toutes secondaires pour chaque faction ;
- de nouveaux donjons ;
- de nouveaux raids ;
- de nouvelles quêtes ;
- de nouveaux scénarios ;
- un nouveau mode de jeu, basé sur Warcraft III : le front de guerre ;
- de nouveaux éléments PvP, incluant des arènes, des champs de bataille et la possibilité de choisir d'être en mode PvP ou PvE sur son serveur ;
- de nouvelles montures et mascottes ;
- la possibilité de se propulser directement au niveau 110 avec un objet appelé « Sésame » comme dans l'extension précédente.

### Shadowlands
Shadowlands est la huitième extension du jeu. Son annonce a été faite lors de la BlizzCon le 1er novembre 2019 et devait initialement sortir le 27 octobre 2020. Sa sortie a été repoussée à la date du 24 novembre 2020.
Parmi les nouveautés on note :

Logo du jeu vidéo World of Warcraft: Shadowlands.

- en raison d'un nombre de niveaux devenant trop important, le niveau maximum rapporté à 60 ;
- explorer l'Ombreterre, le lieu de repos de toutes les âmes mortelles, composé de 5 nouvelles régions, le Bastion, Sylvarden, Maldraxxus, Revendreth et l'Antre ;
- nouvelle capitale centrale : Oribos, la cité éternelle ;
- nouvelle fonctionnalité : Congrégations, au nombre de quatre, Nécro-seigneur, Kyrians, Venthyrs et Faë nocturnes, elles permettront de débloquer des sorts et montures en rapport à la congrégation ;
- nouvelle fonctionnalité : le Tourment, la tour des damnés ; Système de donjon évolutif, c'est un donjon en perpétuelle évolution faisable seul ou en groupe. Chaque expérience à l'intérieur du donjon est aléatoire et donc unique ;
- le gain de niveau sera mis à jour, il faudra atteindre le niveau 50 pour pouvoir entrer dans l'Ombreterre, du niveau 1 à 10 les nouveaux personnages feront un voyage d'initiation leur permettant d'apprendre tout ce qu'il y a à savoir sur Azeroth, du niveau 10 à 50, il faudra choisir la zone de son choix pour évoluer, à travers les zones Vanilla jusqu'à Battle for Azeroth ;
- les Sésames permettent maintenant d'atteindre le niveau 50 jusqu'à la sortie de Shadowlands ;
- nouveaux donjons ;
- nouveaux raids ;
- nouvelles quêtes.

### Dragonflight

Logo du jeu vidéo World of Warcraft: Dragonflight.

Dragonflight est la neuvième extension du jeu. Son annonce a été faite 19 avril 2022 et elle est sortie le 29 novembre 2022.
Parmi les nouveautés, on note :
- Un nouveau continent, les îles aux Dragons, constituées de cinq zones : Rivages de l'éveil, Plaines d'Ohn'Ahra, Travée d'azur, Thaldrassus et les Confins Interdits
- Une nouvelle race et classe liées : le Dracthyr Évocateur ;
- La limite de niveau passe de 60 à 70 ;
- Une nouvelle fonctionnalité appelée "Vol à dos de dragon", permettant aux joueurs de personnaliser un dragon qu'ils pourront utiliser dans un nouveau système de vol basé sur l'élan et utilisant des compétences aériennes. Le vol sera disponible dès le début de l'extension, sans qu'il soit nécessaire d'atteindre le niveau maximum ;
- Un nouveau système de talents avec deux arbres : un arbre de classe et un arbre de spécialisation ;
- Une refonte du système de professions du jeu, permettant aux joueurs de passer des commandes concernant la création d'objets ;
- La modernisation de l'interface utilisateur et un mode édition pour permettre aux joueurs de déplacer les éléments de l'interface ;
- 8 nouveaux donjons ;
- Des nouveaux raids ;
- Des nouvelles quêtes.

### The War Within
The War Within est la dixième extension du jeu et le premier épisode de la saga de l'Âme-monde. Elle sort le 27 août 2024.
Parmi les nouveautés, on note :
- Un nouveau continent, Khaz Algar, constituées de quatre zones : l'Ile de Dorn, les Abîmes retentissants, Sainte-Chute et Azj-Kahet[56]
- Une nouvelle race alliée: le Terrestre
- La limite de niveau passe de 70 à 80
- L'ajout de goufres, qui sont des scénarios que l'on peut régler sur plusieurs niveaux, de 1 à 11
- Des nouveaux donjons, raids et quêtes.

### Futures extensions
Le 3 novembre 2023, lors de la BlizzCon, Blizzard annonce trois extensions qui sortiront une par une sur un total d'à peu près six ans, et qui forment un ensemble, la Worldsoul Saga (ou La saga de l'âme monde). Elles seraient les extensions les plus importantes de l'histoire de World of Warcraft, que ce soit en termes de contenu ou d'enjeu lancé depuis plus de 20 ans, et qui trouveront leur conclusion dans cette saga. Après la sortie de The War Within en 2024, Midnight et The Last Titan sont en développement.
Un peu avant, en parallèle, des aménagements ont été effectués directement en jeu afin de faciliter l'ajout de contenu massif récurrent pour les 20 prochaines années,, ce qui fait de World of Warcraft le MMORPG le plus populaire et activement joué encore à ce jour.

## Accueil

### Portée
Le jeu est cité dans Les 1001 jeux vidéo auxquels il faut avoir joué dans sa vie.

### Dépendance
Le succès de World of Warcraft, son ouverture au grand public et son système de jeu qui récompense les joueurs en fonction de leur investissement en temps de jeu, ont entraîné chez de nombreux joueurs un phénomène d’addiction. Cependant, cette politique a progressivement évolué depuis le début de World of Warcraft, à un niveau tel que dorénavant, même les joueurs les plus occasionnels peuvent avoir un personnage presque aussi puissant que des joueurs qui y passent beaucoup de temps. Il existe aussi un système de contrôle parental permettant de réguler la consommation en ne laissant jouer que pendant un temps donné chaque jour, mais l'impact de ce système est limité aux jeunes dont les tuteurs légaux prennent la peine de le configurer.
Les activités de type raid en guilde sont les plus addictives, car le joueur a un rôle précis au sein de son groupe, il est souvent indispensable et irremplaçable pour sa guilde, ce qui ajoute un poids supplémentaire sur ses épaules. De plus, les raids durent souvent plus de 2 heures. Le joueur développe aussi des réflexes de combat/déplacement quant aux différentes aptitudes de son personnage, qui devient de plus en plus fort par rapport aux autres personnages ou contre les boss (monstres principaux) du jeu. Sa force dépend donc proportionnellement du temps pendant lequel le joueur est connecté.

## Postérité

### Produits dérivés
En 2020, la chaîne YouTube du jeu vidéo a sortie une vidéo comprenant des remix dans un style lo-fi des musiques du jeu vidéo. Cette vidéo est un partenariat avec la chaîne YouTube Lofi Girl.

### Films
- 2016 : Warcraft : Le Commencement de Duncan Jones

#### Romans
- Le Cycle de la haine, 2010 ((en) Cycle of Hatred, 2006) par Keith DeCandido (en)
- L'Ascension de la Horde, 2011 ((en) Rise of the Horde, 2007) par Christie Golden
- L'Heure des ténèbres, 2011 ((en) Tides of Darkness, 2007) par Aaron Rosenberg
- Au-delà de la porte des ténèbres, 2012 ((en) Beyond the Dark Portal, 2008) par Aaron Rosenberg et Christie Golden
- La Nuit du dragon, 2012 ((en) Night of the Dragon, 2008) par Richard A. Knaak
- Arthas : L'Ascension du Roi-Liche, 2010 ((en) Arthas: The Rise of the Lich King, 2009) par Christie Golden
- Hurlorage, 2011 ((en) Stormrage, 2010) par Richard A. Knaak
- L'Effondrement : Prélude au cataclysme, 2010 ((en) The Shattering: Prelude to Cataclysm, 2010) par Christie Golden
- Thrall : Le Crépuscule des aspects, 2011 ((en) Thrall: Twilight of the Aspects, 2011) par Christie Golden
- Cœur de loup, 2011 ((en) Wolfheart, 2011) par Richard A. Knaak
- Jaina Portvaillant : Le Déferlement, 2012 ((en) Jaina Proudmoore: Tides of War, 2012) par Christie Golden
- Vol'jin : Les Ombres de la Horde, 2013 ((en) Vol'jin: Shadows of the Horde, 2013) par Michael A. Stackpole
- L'Aube des aspects, 2014 ((en) Dawn of the Aspects, 2013) par Richard A. Knaak
- Crimes de guerre, 2014 ((en) War Crimes, 2014) par Christie Golden
- Illidan, 2016 ((en) Illidan, 2016) par William King
- Avant la tempête, 2018 ((en) Before the storm, 2018) par Christie Golden
- L'Armée des ombres, 2020 ((en) Shadows Rising, 2020) par Madeleine Roux
- Sylvanas, Bragelonne, 2024 ((en) Sylvanas, 2022), trad. Tristan Lathière, 384 p.  (ISBN 979-10-281-1609-5) par Christie Golden

#### Nouvelles
- Un moment hors du temps, 2020 ((en) A Moment in Verse, 2020) par Madeleine Roux

#### Comics
- World of Warcraft (2007 – 2009)
- World of Warcraft: Ashbringer (2008 – 2009)
- World of Warcraft: Curse of the Worgen (2012)
- World of Warcraft: Pearl of Pandaria (2012)
- World of Warcraft: Dark Riders (2013)
- World of Warcraft: Bloodsworn (2013)
- Gul'dan et l'étranger, 2014 ((en) Gul'dan and the stranger, 2014) écrite par Micky Neilson et illustrée par Alex Horley
- Main-Noire, 2014 ((en) Blackhand, 2014) écrite par Robert Brooks et illustrée par Alex Horley
- Sang et Tonnerre, 2014 ((en) Blood and Thunder, 2014) écrite par Raphael Ahad et illustrée par Alex Horley
- Cœurs de pierre, 2016 ((en) Magni : Fault Lines, 2016) écrite par Matt Burns et illustrée par Ludo Lullabi
- Le crépuscule de Suramar, 2016 ((en) Nightborne : Twilight of Suramar, 2016) écrite par Matt Burns et illustrée par Ludo Lullabi
- Une montagne divisée, 2016 ((en) Highmountain : A Mountain Divided, 2016) écrite par Robert Brooks et illustrée par David Kegg
- Le fils du Loup, 2016 ((en) Anduin : Son of the Wolf, 2016) écrite par Robert Brooks et illustrée par Nesskain
- Réunion, 2018 ((en) Jaina : Reunion, 2018) écrite par Andrew Robinson et illustrées par Linda Cavallini et Emanuele Tenderini
- L'orateur, 2018 ((en) Magni : The Speaker, 2018) écrite par Matt Burns et illustrée Suqling
- Retrouvailles, 2018 ((en) Windrunner : Three Sisters, 2018) écrites par Steve Danuser, Christie Golden, Andrew Robinson et illustrées par Antonio Bilfulco et Sebastian Cheng
- Mécagone, 2019 ((en) Mechagon, 2019) écrite par Matt Burns et illustrée Miki Montlló

#### Mangas
- World of Warcraft: Death Knight (2009)
- World of Warcraft: Mage (2010)
- World of Warcraft: Shaman (2010)
- World of Warcraft: Shadow Wing
  - The Dragons of Outland (2010)
  - Nexus Point (2011)

#### Jeux de société
- World of Warcraft (2005) édité par Fantasy Flight Games
- World of Warcraft Monopoly (2015)
- World of Warcraft Mahjong Set
- World of Warcraft The Chong Game
- World of Warcraft : Wrath of the Lich King (2021) Pandemic System[70]
- Small World of Warcraft (2020) édité par Days of Wonder

#### Jeux de rôle
- World of Warcraft: The Role Playing Game : Il s’agit de la deuxième édition du jeu cité plus haut, les compléments de la première édition sont toujours utilisables mais cette fois le jeu est plus complet et peut être joué sans les livres de Donjon et Dragons. Il intègre toutes les facettes que l’on peut retrouver sur le jeu en ligne et même des portions inédites ou à venir[71].

### Pratique artistique
En 2009, l'artiste allemand Aram Bartholl (en) réalise sa performance urbaine « WoW », issue d'un workshop participatif qui s’est déroulé au Laguna Art Museum (en) à Laguna Beach en Californie. L’artiste utilise la façon dont les avatars portent leur nom d’utilisateur dans les mondes persistants. Les participants à la performance découpent les lettres de leurs noms puis de les accrochent au bout de longues tiges. La performance consiste à se promener dans Laguna Beach avec, au-dessus de sa tête, son nom comme c’est l’usage en ligne. Contrairement au réel, dans les jeux vidéo, l’identité est interchangeable. La relation du virtuel au réel est l’une des questions centrales de la pratique artistique d’Aram Bartholl.
Depuis 2012, l'artiste américaine Angela Washko crée des performances dans World of Warcraft, elle initie des discussions sur le féminisme directement dans le gameplay. Avant de créer son projet, l'artiste a beaucoup joué, elle explique ainsi sa démarche : « J’y ai joué pendant plusieurs années, depuis 2006, et je me sentais frustrée de voir que mon expérience n’était pas la même que celles des joueurs hommes. Le nombre d’entre eux me sollicitant de façon agressive pour des relations sexuelles du moment où ils comprenaient que j’étais une femme me mettait incroyablement mal à l’aise. Et j’en avais marre qu’on me dise de rentrer dans ma cuisine préparer des sandwichs aux joueurs masculins ». Angela Washko est fondatrice du Conseil sur la sensibilité au genre et la sensibilisation comportementale dans World of Warcraft (Council on Gender Sensitivity and Behavioral Awareness in World of Warcraft) dans le but d’attirer l'attention et protester contre le langage sexiste des joueurs.